# Europäische Öffentlichkeit
Europäische Öffentlichkeit ist eine Erweiterung des Öffentlichkeitsbegriffs, der im weitesten Sinne die Gesamtheit aller Umstände bezeichnet, die für die Bildung der öffentlichen Meinung von Bedeutung sind. Als „europäische Öffentlichkeit“ ist eine massenmedial hergestellte Öffentlichkeit zu bezeichnen, die abgegrenzte (Sprach-)Räume in Europa überwindet oder miteinander verbindet. Öffentlichkeit und damit Transparenz in öffentlichen Angelegenheiten und unter anderem politischen Entscheidungen sind ein wesentliches Element moderner Demokratien. Erst durch Öffentlichkeit wird die Voraussetzung für die Bildung eines politischen Willens auf demokratische Weise geschaffen. Außerdem ermöglicht Öffentlichkeit die Kontrolle der politischen Macht in der EU. Damit ist der Demokratiebegriff innerhalb der EU unweigerlich mit einer Vorstellung von einer europäischen Öffentlichkeit verbunden.
Entscheidende Kriterien sind der allgemein freie Zugang zu allen relevanten Gegebenheiten sowie deren ungehinderte Diskutierbarkeit. Hierbei ist der Sprachgebrauch entscheidend, die verbreitetsten Sprachen in der EU sind Englisch (rund 51 Prozent der Sprecher), Deutsch (32 Prozent) und Französisch (28 Prozent). Massenmedien spielen für die öffentliche Kommunikation die entscheidende Rolle, da sie Informationen und Meinungen zu einer Vielzahl von Themen an ein Massenpublikum vermitteln und Diskurse raumübergreifend abbilden können. Als europäische Öffentlichkeit wären demnach frei zugängliche und ungehindert diskutierbare, grenzüberschreitende Kommunikation zu bezeichnen. Aufgrund bestehender sprachlicher, kultureller und politischer Barrieren in Europa finden diese Prozesse jedoch noch eher selten statt. Dementsprechend ist auch kaum eine europäische öffentliche Meinung vorhanden, die eine transnationale europäische Meinungs- und Willensbildung erlauben würde.
Mediale Initiativen für eine europäische Öffentlichkeit gibt es bereits in Ansätzen, etwa mit dem digitalen Binnenmarkt, der Europäischen Rundfunkunion und mehrsprachigen Angeboten wie den Spartensendern Euronews, Eurosport und arte. Zudem haben die meisten großen europäischen Medienportale mittlerweile Angebote in mehreren Sprachen, neben der Landessprache vorrangig auf Englisch.
In diesem Zusammenhang wird europäische Öffentlichkeit auch als Voraussetzung einer Legitimation der Politik der Europäischen Union verstanden. Durch europaweite öffentliche Kommunikation soll EU-Politik transparenter werden, was Portale wie Euractiv, Europe Elects und EUobserver aufgreifen. Zwar ist zum gegenwärtigen Zeitpunkt eine etablierte europäische Öffentlichkeit nicht existent. Neben dem Verständnis einer europäischen Öffentlichkeit als geteiltem massenmedialem Raum aller Europäer existiert jedoch die Vorstellung von europäischen Fachöffentlichkeiten. Oftmals tritt in diesem Zusammenhang der Begriff eines Demokratiedefizits in der EU auf. Der Vertrag von Lissabon sieht daher erstmals als Instrument der politischen Teilhabe europäischer Bürger eine Europäische Bürgerinitiative vor.

## Entstehungsbedingungen für europäische Öffentlichkeit

### Theoretische Erklärungsmodelle
Als Forschungsgegenstand ist europäische Öffentlichkeit für mehrere Disziplinen interessant. Neben kommunikations- und medienwissenschaftlichen Ansätzen, die sich mit kulturellen Aspekten beschäftigen, wurden vor allem Beiträge von Politikwissenschaftlern vorgelegt, deren Fokus auf institutionellen Fragen liegt. Vereinzelt haben auch Europarechtler Aufsätze und Monographien erarbeitet.
In der Forschung werden mindestens zwei Ansätze unterschieden, um die mögliche Entstehung einer allgemeinen Europäischen Öffentlichkeit zu erklären:
1) Modell der Zunahme von transnationalen, paneuropäischen Medien
Von einer transnationalen europäischen Öffentlichkeit kann demnach gesprochen werden, wenn ein Kommunikationsraum entsteht, der durch europäische Medien hergestellt wird. Dieser Zustand ist aufgrund der Sprachenvielfalt, der kulturellen Identitäten sowie der Medienpolitik und des politischen Systems der EU, das die Entwicklung einer breiten gesamteuropäischen Medieninfrastruktur behindert, bisher nicht eingetreten.
2) Modell einer zunehmenden Europäisierung der Debatten und Bezugnahmen in nationalen Medien
Nationale Medien sind heute eigenständige Akteure im Europäisierungsprozess. Sie ordnen Themen in öffentlichen Debatten Relevanz zu und können das europäische Integrationsprojekt sogar unterstützend vertreten. Es kann dabei festgestellt werden, dass eine erhöhte Kompetenz auf europäischer Ebene auch eine Zunahme an Europäisierung von Debatten, beispielsweise in der Agrarpolitik, zur Folge hat. Es besteht die Notwendigkeit einer zeitgleichen Begleitung öffentlicher politischer Kommunikation bei weiteren Integrationsschritten, da anderenfalls eine ausreichende Transparenz, Kontrolle und Partizipation nicht gewährleistet werden kann. Nach Eder und Kantner entsteht eine europäische Öffentlichkeit außerdem durch die Synchronisierung europapolitischer Debatten. Wenn also die gleichen europäischen Themen unter gleichen Relevanzgesichtspunkten gleichzeitig in unterschiedlichen Ländern debattiert werden, dann kommt es zur Europäisierung nationaler Öffentlichkeiten. Koopmans und Pfetsch unterscheiden hier zwischen horizontaler und vertikaler Europäisierung. Vertikale Europäisierung liegt vor, wenn zunehmend supranationale Akteure (also beispielsweise Vertreter der Europäischen Kommission) Zugang zu nationalen Medien finden. Eine transnationale Diffusion und ein Austausch von Themen und Akteuren zwischen nationalen Mediensystemen verbergen sich hingegen hinter der horizontalen Europäisierung.
Dieser Prozess kann auch innerhalb abgegrenzter (Sprach-)Räume geschehen: Wenn die Zahl der europäischen Politikthemen und Akteure in den nationalen Medien wächst und diese Medien zunehmend aufeinander Bezug nehmen oder sich vernetzen, entsteht eine europäische Öffentlichkeit.
Als Beispiel für eine horizontale Europäisierung kann die EHEC-Epidemie 2011 dienen. Als über sie berichtet wurde, griffen die nationalen Meldungen die Debatten in anderen Mitgliedsstaaten auf.

### Voraussetzungen und damit verbundene Probleme
Die Forschung zur Europäischen Öffentlichkeit verortet die Probleme, die mit ihrer Entstehung verbunden sind, vor allem bei politischen Akteuren, institutionellen Strukturen und Mediensystemen. Neben allgemeinen Bedingungen für Öffentlichkeitsbildung wird jedoch auch auf spezifische Probleme verwiesen, die sich aus dem Wesen der Europäischen Union ergeben.

#### Sprachenvielfalt
Vor allem frühe Arbeiten und Aufsätze über die europäische Öffentlichkeit bzw. das oft vermutete Öffentlichkeitsdefizit der Europäischen Union nannten die Sprachenvielfalt in Europa als größten Hinderungsgrund für das Entstehen einer transnationalen Öffentlichkeit. Heute herrscht jedoch die Auffassung vor, dass die Bedeutung der Sprachgrenzen überschätzt worden sei. Zum einen macht die Vorstellung einer vertikalen oder horizontalen Europäisierung von nationalen Öffentlichkeiten deutlich, dass sich auch innerhalb der sprachliche Verfasstheit von nationalen Öffentlichkeiten grundsätzlich eine europäische Öffentlichkeit ausbilden kann. Zum anderen zeigt sich empirisch im Vergleich mit anderen transnationalen Politikräumen wie dem südamerikanischen Mercosur, dass der Einfluss von politischen Strukturen auf die Ausbildung einer transnationalen Öffentlichkeit offenbar sehr viel größer ist als der einer gemeinsamen Sprache.

#### Gemeinsamer Erfahrungsraum
Ein gemeinsamer Erfahrungs- und Identitätsraum entsteht prinzipiell durch gemeinsame wechselnde Problem- und Sachlagen, durch die Erfahrung geteilter politischer Herrschaft sowie geteilte Traditionen, Semantiken und Wertbezüge. Diese Eigenschaften müssen öffentlich und kollektiv verfügbar sein, jeweils aktuell abgerufen werden und auch auf eine vielfältige Bezugsgruppe anwendbar sein. Um den gemeinsamen Erfahrungsraum zu etablieren, wird von Seiten der Forschung auf die Medien verwiesen. Es liege in ihrer Verantwortung, die Informationen, die zu europäischen Themen zur Verfügung stehen, aufzuarbeiten und für ein breites Publikum verständlich zuzuschneiden. Größtes Problem sei deren Verständlichkeit. Entweder seien die Sachverhalte zu komplex, es werde ein zu detailliertes Wissen vorausgesetzt bzw. sei der Anteil an Fachjargon zu hoch.

#### Kollektive europäische Identität

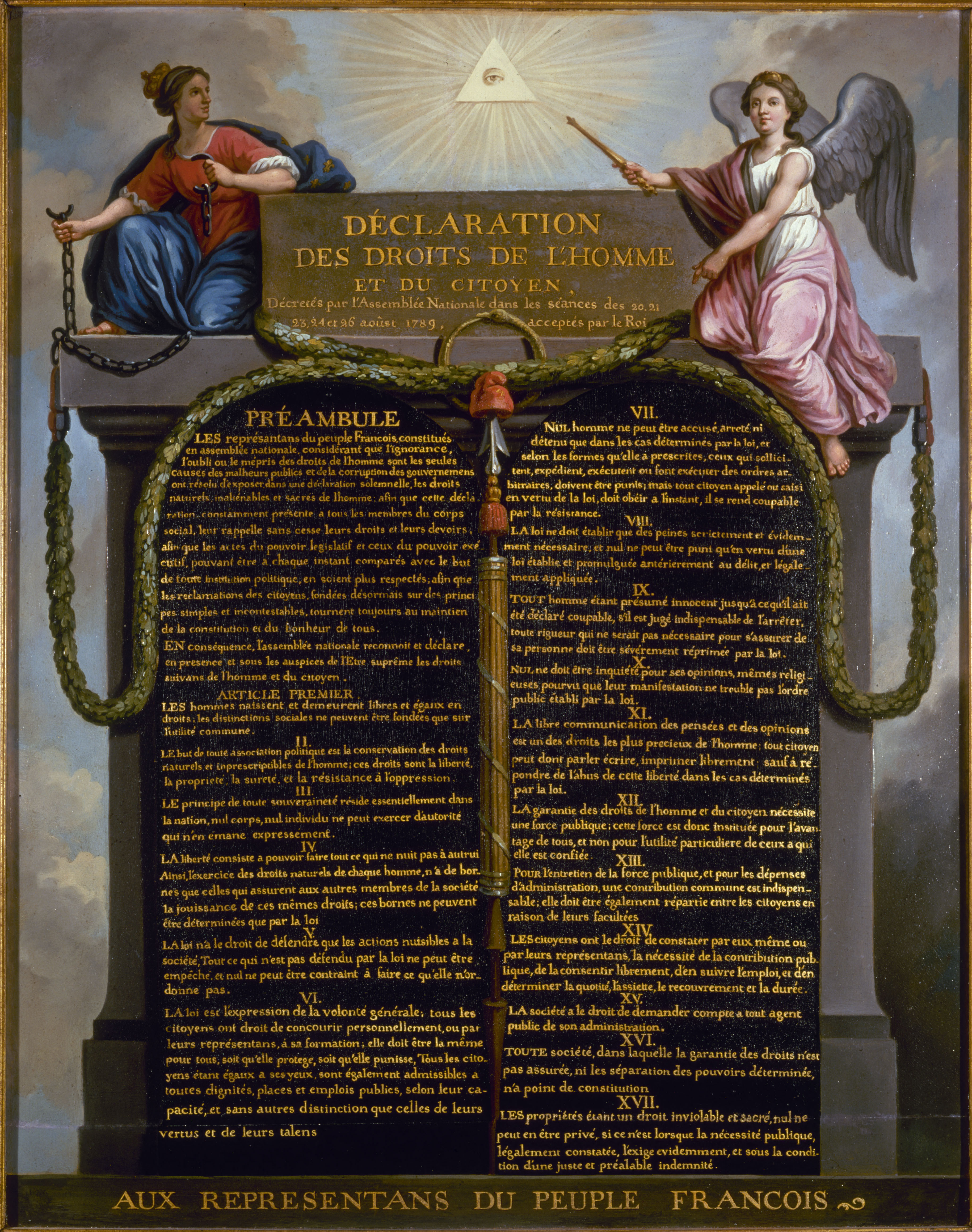
Die Erklärung der Menschen- und Bürgerrechte von 1789 ist die erste Menschenrechtserklärung in Europa. Als Grundlagentext der Aufklärung prägte sie die kulturelle Identität und das Menschenbild der Neuzeit in Europa wesentlich. Vor dem geschichtlichen Hintergrund des griechisch-persischen Gegensatzes ordnete bereits Herodot das Merkmal der Freiheitsliebe den „Europäern“ zu

In der Debatte um die Konstitutionalisierung der EU wird immer wieder diskutiert, ob eine kollektive europäische Identität Voraussetzung oder Ergebnis der Entwicklung einer Europäischen Öffentlichkeit sei. Aus soziologischer Perspektive zählt beim „identity building“ der Prozess der politischen Selbstverständigung und kollektiven Identitätsfindung. Trenz ist der Meinung, dass sich die europäische Integration in diesem Prozess befindet. Ausgetragen werden diese identitätsstärkenden Aushandlungsprozesse im Verwaltungsalltag, zum Beispiel in der Regional-, Migrations- oder Kulturpolitik. Zudem engagierten sich die offizielle Rhetorik der EU und die Medien in einem Identitätsdiskurs. Daraus schließt Trenz, dass ein Öffentlichkeitsdefizit der EU nicht durch einen Mangel an Identitätskommunikation begründet werden könne.

#### Institutionelles Demokratie- und Öffentlichkeitsdefizit
Nach Thalmeier wird die Ausprägung einer europäischen Identität zudem durch ein Demokratiedefizit erschwert. Dieses bezieht sich nicht nur auf die europäischen Institutionen, sondern schließt auch strukturelle Mängel an intermediären Vermittlungsstrukturen wie Medien, Parteien und Verbänden mit ein. Eine geringe Europäisierung nationaler Teilöffentlichkeiten und eine noch schwächer ausgeprägte europäische Öffentlichkeit sind weitere Gründe für eine unzureichende Identifikation mit der EU. Die Andersartigkeit der EU gegenüber „herkömmlichen internationalen Organisationen“ oder Nationalstaaten sowie das Beharrungsvermögen auf das nationale Prinzip trügen auch dazu bei.
Eng verbunden mit dem institutionellen Demokratiedefizit sei das Öffentlichkeitsdefizit der EU. Die Bürger innerhalb der EU fühlen sich nach Eurobarometer-Umfragen von der EU übergangen und wünschen sich ein höheres Maß an Teilhabemöglichkeiten. Um dies zu erreichen, müssen eine Demokratisierung politischer Entscheidungsverfahren stattfinden und die Partizipationsmöglichkeiten auf europäischer Ebene wie zum Beispiel durch Konsultationen ausgeweitet werden. Die Ausbildung einer europäischen Identität hängt entscheidend von der Entstehung einer europäischen Öffentlichkeit ab. Einen Zusammenhang zwischen europäischer Öffentlichkeit und einem Demokratiedefizit stellt auch das Bundesverfassungsgericht in seinem Lissabon-Urteil her.
Eine bessere Teilhabe der Bevölkerungen an Entscheidungsprozessen der EU soll den öffentlichen europäischen Dialog fördern. Hierzu werden Vertragsänderungen gefordert.

#### Beharrungsvermögen auf das nationalstaatliche Prinzip
Ein Problem bei der Entwicklung einer europäischen Identität ist die Zuständigkeit der EU für sogenannte low politics, nicht für high politics wie die Sozial- und Arbeitsmarktpolitik (liegen im nationalen Zuständigkeitsbereich), die aufgrund der dabei auftretenden Verteilungsfragen und Wertekonflikte „politischer“ sind und somit eher Identität generieren können. Identität wird meist über Erziehungs- und Bildungspolitik vermittelt, was auch unter die Zuständigkeit der Mitgliedsstaaten fällt.
Problematisiert wird das Fehlen eines überzeugenden Narrativs für die EU nach der Vereinigung Europas. Integrationsziele wie die Versöhnung Europas oder Mobilität seien mittlerweile Realität und Selbstverständlichkeit. Eine Identitätserweiterung müsse in Richtung Europa stattfinden, die neben der nationalen Identität koexistieren soll. Hier müsse auf nationalstaatlicher Ebene EU-Bildung vorangetrieben werden.

### Chancen durch institutionelle Reformen
Das größte Potenzial liegt laut Thalmeier bei den institutionellen Änderungen, die mit einer intensiveren Partizipation am europäischen Entscheidungsprozess verknüpft sind. Der Vertrag von Lissabon sieht eine Stärkung partizipativer Elemente vor. Mittels eines Ausbaus von Teilnahmemöglichkeiten würden auch Handlungsstrukturen politischer Öffentlichkeit und intermediäre Vermittlungsstrukturen ausgeweitet. Eine stärkere Politisierung europäischer Politik und der Aufbau einer europäischen Streitkommunikation seien nötig, um einen europäischen Kommunikationsraum zu schaffen. Die EU sei wie jedes demokratisch verfasste System auf Anerkennung und Legitimation angewiesen. Durch eine Identifikation der Bürger mit dem System wird die EU akzeptiert und legitimiert.
Nach Easton lassen sich zwei Formen tatsächlicher Anerkennung unterscheiden. Spezifisch unterstützt wird ein politisches System, wenn es Politikergebnisse hervorbringt, die den eigenen Interessen der Bürger entsprechen. Diffuse Unterstützung ist unabhängig von den gegenwärtigen oder zukünftigen Leistungen des Systems. Das System wird demnach unterstützt, auch wenn Politikergebnisse nicht die Interessen der Bürger widerspiegeln. Eine diffuse Unterstützung solle immer angestrebt werden, nur so könne ein grundsätzliches Vertrauen in die Institutionen und deren Handeln aufgebaut werden. So sollte also nicht nur die Output-Legitimation der EU gestärkt werden, sondern insbesondere die Input-Legitimation, das heißt, an den Strukturen europäischer Politik muss angesetzt werden.
Trenz stellt die These auf, dass die europäische Öffentlichkeit lange Zeit mit einem Zuwenig an Konflikt und Streit und einem Zuviel an Identitätsrhetorik ausgerüstet gewesen sei. Die Etablierung einer europäischen Öffentlichkeit sei über eine empathische Identitätsrhetorik, einen sogenannten permissiven Konsens, vorangetrieben worden, die öffentliche Austragung von Konflikten sei jedoch zu kurz gekommen. Im Rat der Europäischen Union wird hauptsächlich im Sinne des Einstimmigkeitsprinzips entschieden, im Gegensatz zur Konkurrenzdemokratie, die Konflikte meist im Rahmen des Mehrheitsprinzips bewältigt. Im Rahmen des „institutionellen Gleichgewichts“ sind die europäischen Organe zu Kompromissen gezwungen. Öffentlich ausgetragen werden nur die Diskussionen innerhalb des Europäischen Parlaments.
Auch Franzius sieht die Lösung zur Herstellung einer breiteren europäischen Öffentlichkeit im Bereich der Entscheidungsabläufe der Europäischen Union. Durch mehr Transparenz sollten die Bürger mehr Möglichkeiten bekommen an europäischer Politik Teil zu haben.

### Chancen durch politische Kommunikation
Als Beispiel für ein hohes Maß an positiver und bestätigender Identitätsrhetorik bei geringer Streitkommunikation nennt Trenz die Debatte um die Erweiterung der EU und den Lissabon-Vertrag. Die Medien hätten zwar auch über die Reibereien zwischen den Regierungen berichtet, dabei aber immer vorausgesetzt, dass eine Vertiefung und Erweiterung der EU unumstritten und notwendig sei. Verwunderlich sei diese Art von positiver Berichterstattung, da es der Logik des Journalismus widerstrebe. Diese Konsens-Berichterstattung könnte zu einem Desinteresse auf Seiten der Leser führen, vermutet Trenz.

#### Etablierung einer europäischen Streitkommunikation
Die fehlende Streitkommunikation muss laut Thalmeier mittels weiterer institutioneller Reformen entzündet werden. Dazu gehört ihrer Meinung nach die Direktwahl des Kommissionspräsidenten. Es genüge nicht, diese Kompetenz dem Europäischen Parlament zuzuweisen, die Bürger müssten direkt über dessen Wahl entscheiden können. Die Direktwahl des Kommissionspräsidenten würde zu einer stärkeren Personalisierung europäischer Politik führen. Weitere Vorschläge sind eine Europäisierung des Wahlsystems zum Europäischen Parlament, das durch die Einführung transnationaler Wahllisten umgesetzt werden könnte. Diese Forderung erhob auch Andrew Duff als Berichterstatter des Europäischen Parlaments zur Wahlreform. Der Ausschuss für konstitutionelle Fragen des Europäischen Parlaments legte im April 2011 einen konkreten Vorschlag für eine solche Wahlrechtsreform vor, durch die die nationalen Sitzkontingente zwar nicht abgeschafft, aber um weitere Sitze für gesamteuropäische Listen ergänzt werden sollen. Die für den 7. Juli 2011 geplante Abstimmung über den Vorschlag im Europäischen Parlament wurde kurzfristig verschoben, der Bericht an den Ausschuss zurückverwiesen. Umstritten ist vor allem, ob das Parlament um 25 zusätzliche Sitze erweitert werden soll, um die transnationalen EU-Abgeordneten aufzunehmen, oder ob die Plätze von den nationalen Listen abgezogen werden.

## Medien
- European Voice
- Euronews
- Europe Elects
- EU Observer
- Euractiv
- Politico Europe / Politico
- The European

## Europäische Öffentlichkeit in der politischen Praxis
Wenn auch zum gegenwärtigen Zeitpunkt nicht von einer vorhandenen Europäischen Öffentlichkeit gesprochen werden kann, sind dennoch Schritte in diese Richtung und etablierte Teilöffentlichkeiten erkennbar. Franzius weist zudem darauf hin, dass Unterschiede dieser Teilöffentlichkeiten, sowie ihre Europäisierung erst die Basis einer europäischen Öffentlichkeit bilden. Ziel müsse es schließlich sein, die differierenden Teilöffentlichkeiten so zu verbinden, dass sie als ein demokratisches Element fungieren könnten.

### Situation in der Europäischen Union
Die Europäische Kommission hat zur Behebung des Öffentlichkeits- und Demokratiedefizits seit 2005 eine Reihe von Maßnahmen initiiert, darunter mit dem Plan D einen europaweiten Diskussionsprozess. Mit dem Weißbuch über eine europäische Kommunikationspolitik legte die Kommission Vorschläge für konkrete politische Schritte vor, wie durch europapolitische Öffentlichkeitsarbeit eine europäische Öffentlichkeit entstehen kann.
Das Europäische Parlament versucht seinerseits eine massenmediale Öffentlichkeit zu etablieren, indem es mit EuroparlTV einen eigenen Fernsehsender betreibt, der in fast allen Amtssprachen der Europäischen Union sendet.

### Situation in Deutschland
In Deutschland ist eine europäische Öffentlichkeit nur fragmentarisch vorhanden. Durch politische Akteure wird sie als Nebenprodukt der europapolitischen Öffentlichkeitsarbeit geschaffen. Für allgemeine und ressortübergreifende europapolitische Öffentlichkeitsarbeit sind das Presse- und Informationsamt der Bundesregierung und das Auswärtige Amt, für die europäische Ebene die Vertretung der Europäischen Kommission und das Informationsbüro des Europäischen Parlaments zuständig. Die deutschen Länder koordinieren die europapolitische Öffentlichkeitsarbeit in einer Unterarbeitsgruppe der Europaministerkonferenz (derzeitiger Vorsitz: Berlin). Außerdem verfügt die Vertretung der Europäischen Kommission über eine eigene Kommunikationsabteilung.
Neben der staatlich organisierten Europa-Kommunikation versuchen Verbände, Stiftungen und viele weitere Akteure der Zivilgesellschaft mit Bürgern in den europapolitischen Dialog zu treten und die deutsche nationale Öffentlichkeit zu europäisieren.
Auch die Bundeszentrale für politische Bildung (bpb) versucht die Bürgerbeteiligung im europäischen Diskurs zu fördern und eine europäische Öffentlichkeit zu erzeugen.
Zum einen fördert sie das Netzwerk Young European Professionals „YEP-Europa gestalten!“, um die persönliche und aktive Auseinandersetzung mit Europa anzuregen, dafür notwendige Informationen jugendgerecht zu vermitteln und zu persönlichem Engagement zu ermutigen. Die YEPs verstehen sich als Zusammenschluss junger Multiplikatoren, die anderen jungen Menschen Europa, die EU und deren Politik mit einem vielfältigen Workshop- und Veranstaltungsangebot näher bringen wollen.
Zum anderen hat sie ein europäisches Bildungsnetzwerk für politische Bildung, das NECE – Networking European Citizenship Education ins Leben gerufen, um die Europäisierung der politischen Bildung zu fördern und einen Beitrag zur Schaffung einer europäischen Öffentlichkeit zu leisten. Das Forum dient zur Interaktion und durch eine Reihe von Aktivitäten zielt es darauf ab, Akteure und Ansätze in der politischen Bildung transparent zu machen und grenzüberschreitend Diskussionen über die Themen und Herausforderungen zu gewährleisten. Es vereint Wissenschaftler, Praktiker und politische Entscheidungsträger auf europäischer Ebene, und regt den Wissenstransfer und den Informationsaustausch, wie das Bewusstsein für die Auswirkungen der politischen Bildung und die Förderung der Zusammenarbeit und Projekte an.
Des Weiteren betreibt die bpb das Internetprojekt eurotopics, eine Art Presseschau, die den europäischen Diskurs in den einzelnen Teilöffentlichkeiten widerspiegelt und somit für eine gemeinsame europäische Öffentlichkeit fördert.